# Pascal Struijk
Pascal Augustus Struijk (Deurne, 11 augustus 1999) is een Nederlands-Belgische voetballer die doorgaans als verdediger voor Leeds United speelt.

## Carrière

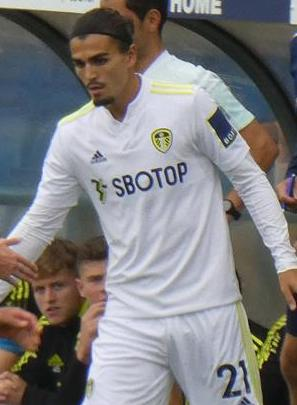
Struijk in 2021 met Leeds United

### Jeugd en afkomst
Struijk werd, als een kind van een  Indische moeder en Nederlandse vader, geboren in het Belgische Deurne. Toen Struijk drie jaar was verhuisde hij naar Nederland, waar hij en zijn ouders introkken in een woning in Leidschendam. Hij begon te voetballen bij amateurclub SEV uit Leidschendam, waar hij in 2006 weggeplukt werd door profclub ADO Den Haag en in de jeugdploegen terechtkwam.
Na tien jaar in Den Haag gespeeld te hebben maakte Struijk de overstap naar de jeugd van Ajax. Gedurende zijn periode bij Ajax zat hij een wedstrijd in de Eerste divisie op de bank bij Jong Ajax. Dit was in de met 7–0 gewonnen thuiswedstrijd tegen FC Oss op 26 september 2016.

### Leeds United
In de winterstop van het seizoen 2017/18 vertrok hij naar het Engelse Leeds United, hij heeft zijn contract verlengd tot medio 2027 . Hij debuteerde voor Leeds op 10 december 2019, in de met 2–0 gewonnen thuiswedstrijd tegen Hull City. Hij kwam in de 90+1e minuut in het veld voor Hélder Costa.

## Statistieken
| Seizoen                    | Club           | Land           | Competitie     | Competitie | Competitie | Beker | Beker | Overig | Overig | Totaal | Totaal |
| Seizoen                    | Club           | Land           | Competitie     | Wed.       | Dlp.       | Wed.  | Dlp.  | Wed.   | Dlp.   | Wed.   | Dlp.   |
| -------------------------- | -------------- | -------------- | -------------- | ---------- | ---------- | ----- | ----- | ------ | ------ | ------ | ------ |
| 2016/17                    | Jong Ajax      | Nederland      | Eerste divisie | 0          | 0          | –     | –     | –      | –      | 0      | 0      |
| 2017/18                    | Leeds United   | Engeland       | Championship   | 0          | 0          | 0     | 0     | 0      | 0      | 0      | 0      |
| 2018/19                    | Leeds United   | Engeland       | Championship   | 0          | 0          | 0     | 0     | 0      | 0      | 0      | 0      |
| 2019/20                    | Leeds United   | Engeland       | Championship   | 5          | 0          | 0     | 0     | 0      | 0      | 5      | 0      |
| 2020/21                    | Leeds United   | Engeland       | Premier League | 27         | 1          | 3     | 0     | 0      | 0      | 30     | 1      |
| 2021/22                    | Leeds United   | Engeland       | Premier League | 29         | 1          | 2     | 0     | 0      | 0      | 31     | 1      |
| 2022/23                    | Leeds United   | Engeland       | Premier League | 29         | 2          | 2     | 0     | 0      | 0      | 31     | 2      |
| Carrièretotaal             | Carrièretotaal | Carrièretotaal | Carrièretotaal | 90         | 4          | 7     | 0     | 0      | 0      | 97     | 4      |
| Bijgewerkt t/m 7 juni 2023 |                |                |                |            |            |       |       |        |        |        |        |

## Interlandcarrière
Aangezien Struijk werd geboren in België, als een kind van Nederlandse ouders, kan hij zowel voor het Belgisch voetbalelftal als het Nederlands voetbalelftal uitkomen. In 2016 kwam hij drie keer uit voor Nederland onder 17, daarna werd hij niet meer opgeroepen. Begin 2021 raakte bekend dat de bondscoach van België, Roberto Martinez, interesse had om Struijk op te roepen voor het nationale elftal. Kort hierna besloot hij de procedure op te starten voor de aanvraag van een Belgisch paspoort.

## Erelijst
Leeds United
- EFL Championship: 2019/20